# Nissan Maxima

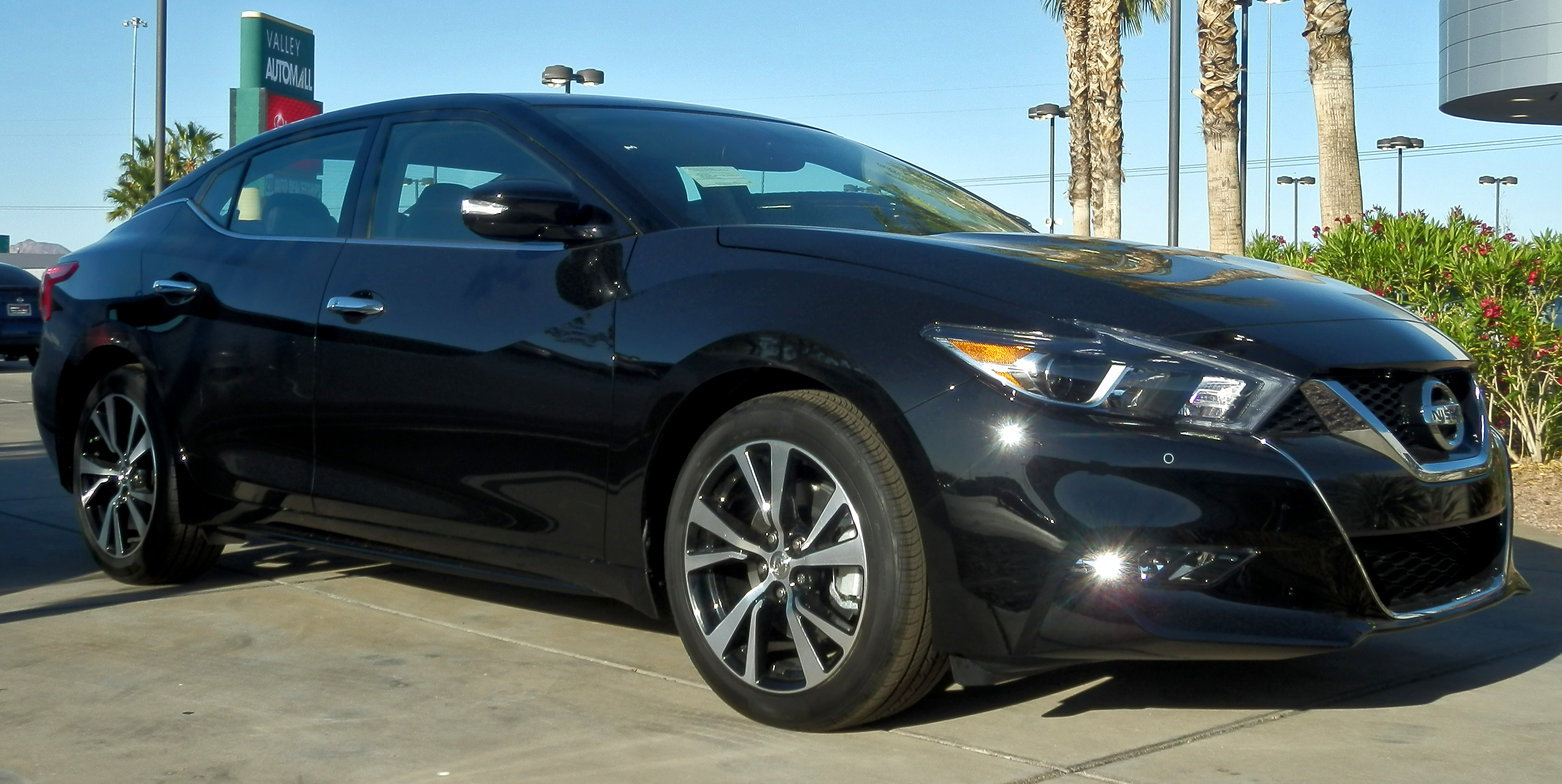
Nissan Maxima 2018

El Nissan Maxima és un automòbil del segment E fabricat per l'empresa d'automòbils del Japó Nissan que pertany a una línia alta de sedans esportius d'executiu. El Maxima va debutar el 1976 com una versió de luxe del Bluebird i es va escindir formant la seva pròpia línia el 1980, fabricant-se de forma contínua des de llavors. La majoria dels Maxima anteriors al 2004 es van construir a Oppama, Japó, fins que l'actual model nord-americà es va començar a construir a Smyrna, Tennessee, EUA.